# Бэрд, Сэмми
Стю́арт Сэ́мюэл Бэрд (англ. Stuart Samuel Baird; 13 мая 1930, Денни (ныне: округ Фолкерк), Шотландия — 21 апреля 2010, Бангор, Ольстер, Северная Ирландия), более известный как Сэ́мми Бэрд (англ. Sammy Baird) — шотландский футболист, тренер. Выступал на позиции левого инсайда и полузащитника. За свою карьеру футболиста играл за такие клубы, как шотландские «Клайд», «Рейнджерс», «Хиберниан», «Терд Ланарк», «Стерлинг Альбион» и английский «Престон Норт Энд».
В период с 1956 по 1958 год Бэрд защищал цвета национальной сборной Шотландии, провёл в её составе семь матчей, забил два мяча. Участник чемпионата мира 1958 года, который проводился в Швеции.
В своём последнем «игровом» клубе, «Стерлинг Альбионе», Сэмми первый сезон занимал должность играющего тренера. После окончания карьеры футболиста в 1964 году Бэрд ещё четыре года возглавлял «бинос».
Бэрд скончался 21 апреля 2010 года в североирландском городе Бангор.

## Карьера футболиста

### Клубная карьера
Сэмми родился 13 мая 1930 года в шотландском городке Денни (на территории нынешнего округа Фолкерк). Образование получил в местной средней школе «Denny High School». Начал заниматься футболом в юношеском клубе «Рутерглен Гленкейрн». В то же время в этой команде начал свою карьеру другой известный шотландский инсайд, Арчи Робертсон, с которым Бэрд в 1958 году в составе национальной сборной страны играл на чемпионате мира по футболу. В «гленс» талантливого игрока приметили представители клуба «Клайд», предложившие Сэмми начать профессиональную карьеру в своих рядах. Бэрд ответил согласием на подобную перспективу и в июле 1949 года пополнил состав камбернолдцев.
Молодой форвард сразу же стал игроком основного состава «Клайда». По итогам чемпионата Шотландии 1950/51 команда Сэмми, заняв пятнадцатое место в турнирной таблице, вылетела из высшего дивизиона страны. Но уже через год, победив в турнире Первой лиги, «Клайд» сумел вернуться в элиту «горского» футбола. Во многом это стало возможным благодаря уверенной и яркой игре Сэмми на левом фланге атаки камбернолдского коллектива. В марте 1954 года Бэрд принял участие в товарищеском матче между командами шотландского чемпионата и их ирландскими коллегами, который был проведён в Дублине. «Горцы» победили со счётом 3:1, а игра Бэрда заслужила от специалистов самые положительные оценки. Ещё до этого поединка персона Сэмми была интересна «большим» клубам, как Шотландии, так и Англии. Самыми расторопными оказались представители команды «Престон Норт Энд», сумевшие в июне того же года заручиться услугами инсайда. Трансфер Бэрда стоил «северным» двенадцать тысяч фунтов стерлингов.
Через несколько дней после подписания Сэмми главный тренер «Престона», шотландец Скот Саймон, сыгравший в переходе форварда самую большую роль, покинул клуб, став наставником глазговского гранда «Рейнджерс». В составе «Норт Энд» Бэрд провёл всего лишь один сезон. После этого руководство «джерс», ведомое большим желанием Саймона видеть Сэмми в своих рядах, выкупило у «Престона» права на футболиста за десять тысяч фунтов.
Инсайд быстро вписался в игровую схему «Рейнджерс». А уже в третьей своей игре за глазговцев, коей стал матч Кубка лиги, в котором «джерс» встречались со своим злейшим соперником по «Old Firm», «Селтиком», Бэрд дважды поразив ворота «кельтов», сразу же стал одним из героев «Айброкс». В сезоне 1955/56 Сэмми пропустил всего лишь одну встречу в первенстве страны и вместе со своей командой стал чемпионом Шотландии, опередив в турнирной таблице розыгрыша «Абердин» на шесть очков. В следующем футбольном году Бэрд сделал свои первые шаги на арене еврокубков — «Рейнджерс» участвовали во втором в истории розыгрыше Кубка европейских чемпионов. Многие специалисты предрекали глазговцам успешное выступление, учитывая то, что в предыдущем сезоне другой представитель Шотландии, «Хиберниан», добрался до полуфинала турнира, где уступил французскому «Реймсу». Но «Рейнджерс» разочаровали своих почитателей, выбыв из соревнования уже на стадии 1/8 финала, также, как и «хибс», проиграв команде из «галльской» страны — «Ницце». В том же сезоне Бэрд вновь стал чемпионом Шотландии в составе «джерс». «Ложкой дёгтя» в футбольном году 1956/57 стало сокрушительное поражение «Рейнджерс» от «Селтика» в финальном поединке Кубка лиги со счётом 1:7. В последующие годы Сэмми лишился места в стартовом составе, проиграв его в конкуренции с более молодым форвардом Ральфом Брандом. Тем не менее он ещё по разу стал победителем чемпионата страны и обладателем обоих кубков Шотландии. Наиболее ярко атакующая игра Бэрда была представлена в европейской кампании «Рейнджерс» сезона 1959/60, когда «джерс» достигли полуфинала Кубка чемпионов «Старого Света». Сэмми забил в этом розыгрыше пять мячей, включая важнейший гол в ответной игре 1/4 финала против нидерландской «Спарты», позволивший шотландцам преодолеть этот этап. В полуфинальных встречах «джерс» были разгромлены немецким «Айтрахтом» из города Франкфурт-на-Майне с общим счётом 4:12. Всего за глазговский коллектив Бэрд провёл 179 матчей, забил 52 гола.
6 октября 1960 года Сэмми был куплен эдинбургским клубом «Хиберниан» за пять тысяч фунтов. В «хибс» Бэрд был призван заменить растерявшего форму Бобби Джонстона, составлявшего часть «Великолепной пятёрки» — линии атаки «бело-зелёных», которая наводила ужас на оборонительные порядки соперников в конце 40-х — начале 50-х годов прошлого века. В сезоне 1960/61 инсайд помог эдинбургцам подняться со дна турнирной таблицы чемпионата Шотландии, и в итоге «Хиберниан» занял восьмое место.
Бэрд играл за «бело-зелёных» чуть более двух лет, после чего присоединился к клубу «Терд Ланарк», которым в то время руководил бывший капитан «Рейнджерс» и сборной Шотландии Джордж Янг. Наивысшим достижением Сэмми в составе «воинов» стала победа в финале Кубка Глазго 1963 года, в котором глазговцы переиграли своих земляков из «Селтика».
Последним клубом Бэрда в карьере футболиста стал «Стерлинг Альбион», за который он выступал до 1964 года.

#### Клубная статистика
| Клуб                        | Сезон                       | Чемпионат | Чемпионат | Кубок | Кубок | Кубок Лиги | Кубок Лиги | Еврокубки | Еврокубки | Итого | Итого |
| Клуб                        | Сезон                       | Игры      | Голы      | Игры  | Голы  | Игры       | Голы       | Игры      | Голы      | Игры  | Голы  |
| --------------------------- | --------------------------- | --------- | --------- | ----- | ----- | ---------- | ---------- | --------- | --------- | ----- | ----- |
| Клайд                       | 1949/50                     | 2         | 0         | —     | —     | —          | —          | —         | —         | 2     | 0     |
| Клайд                       | 1950/51                     | 3         | 2         | —     | —     | —          | —          | —         | —         | 3     | 2     |
| Клайд                       | 1951/52                     | 26        | 6         | —     | —     | —          | —          | —         | —         | 26    | 6     |
| Клайд                       | 1952/53                     | 30        | 8         | —     | —     | —          | —          | —         | —         | 30    | 8     |
| Клайд                       | 1953/54                     | 29        | 9         | —     | —     | —          | —          | —         | —         | 29    | 9     |
| Всего за «Клайд»            | Всего за «Клайд»            | 90        | 25        | 0     | 0     | 0          | 0          | 0         | 0         | 90    | 25    |
| Престон Норт Энд            | 1954/55                     | 15        | 2         | —     | —     | —          | —          | —         | —         | 15    | 2     |
| Всего за «Престон Норт Энд» | Всего за «Престон Норт Энд» | 15        | 2         | 0     | 0     | 0          | 0          | 0         | 0         | 15    | 2     |
| Рейнджерс                   | 1955/56                     | 33        | 14        | 3     | 0     | 7          | 2          | —         | —         | 43    | 16    |
| Рейнджерс                   | 1956/57                     | 32        | 9         | 3     | 0     | 3          | 0          | 3         | 0         | 41    | 9     |
| Рейнджерс                   | 1957/58                     | 31        | 8         | 6     | 1     | 8          | 2          | 4         | 0         | 49    | 11    |
| Рейнджерс                   | 1958/59                     | 6         | 4         | —     | —     | 4          | 0          | —         | —         | 10    | 4     |
| Рейнджерс                   | 1959/60                     | 19        | 4         | 4     | 1     | 3          | 2          | 9         | 5         | 35    | 12    |
| Рейнджерс                   | 1960/61                     | —         | —         | —     | —     | 1          | 0          | —         | —         | 1     | 0     |
| Всего за «Рейнджерс»        | Всего за «Рейнджерс»        | 121       | 39        | 16    | 2     | 26         | 6          | 16        | 5         | 179   | 52    |
| Хиберниан                   | 1960/61                     | 29        | 3         | 5     | 1     | —          | —          | 5         | 0         | 39    | 4     |
| Хиберниан                   | 1961/62                     | 10        | 2         | —     | —     | 6          | 0          | 2         | 1         | 18    | 3     |
| Всего за «Хиберниан»        | Всего за «Хиберниан»        | 39        | 5         | 5     | 1     | 6          | 0          | 7         | 1         | 57    | 7     |
| Терд Ланарк                 | 1962/63                     | 24        | 2         | —     | —     | —          | —          | —         | —         | 24    | 2     |
| Всего за «Терд Ланарк»      | Всего за «Терд Ланарк»      | 24        | 2         | 0     | 0     | 0          | 0          | 0         | 0         | 24    | 2     |
| Стерлинг Альбион            | 1963/64                     | 12        | 1         | —     | —     | —          | —          | —         | —         | 12    | 1     |
| Всего за «Стерлинг Альбион» | Всего за «Стерлинг Альбион» | 12        | 1         | 0     | 0     | 0          | 0          | 0         | 0         | 12    | 1     |
| Всего за карьеру            | Всего за карьеру            | 301       | 74        | 21    | 3     | 32         | 6          | 23        | 6         | 377+  | 89+   |

### Сборная Шотландии
Дебют Бэрда в национальной сборной Шотландии состоялся 21 ноября 1956 года, когда «тартановая армия» в товарищеском поединке на стадионе «Хэмпден Парк» в Глазго сошлась с командой Югославии. «Горцы» победили в этой встрече со счётом 2:0, Сэмми забил один из голов. В 1958 году инсайд в составе шотландской команды поехал на чемпионат мира, проходивший в Швеции. На турнире Сэмми сыграл один матч — 15 июня против Франции. В этой встрече Бэрд забил мяч в ворота «трёхцветных» на 58-й минуте. 25 минутами ранее он же не реализовал пенальти, угодив в штангу. Но, благодаря голам Раймона Копа и Жюста Фонтена французы праздновали победу — 2:1. Как оказалось впоследствии, этот матч стал последним проведённым Бэрдом за сборную Шотландии. Всего в её составе он сыграл семь встреч, забил два гола.

#### Матчи и голы за сборную Шотландии
| № | Дата           | Место                                      | Оппонент          | Счёт | Голы Бэрда | Соревнование                                                    |
| 1 | 21 ноября 1956 | «Хэмпден Парк», Глазго, Шотландия          | Югославия         | 2:0  | 1          | Товарищеский матч                                               |
| 2 | 8 мая 1957     | «Хэмпден Парк», Глазго, Шотландия          | Испания           | 4:2  | —          | Отборочный матч чемпионата мира по футболу 1958                 |
| 3 | 19 мая 1957    | «Санкт-Якоб-парк», Базель, Швейцария       | Швейцария         | 2:1  | —          | Отборочный матч чемпионата мира по футболу 1958                 |
| 4 | 22 мая 1957    | «Неккарштадион», Штутгарт, ФРГ             | ФРГ               | 3:1  | —          | Товарищеский матч                                               |
| 5 | 26 мая 1957    | «Сантьяго Бернабеу», Мадрид, Испания       | Испания           | 1:4  | —          | Отборочный матч чемпионата мира по футболу 1958                 |
| 6 | 5 октября 1957 | «Уиндзор Парк», Белфаст, Северная Ирландия | Северная Ирландия | 1:1  | —          | Домашний чемпионат Великобритании                               |
| 7 | 15 июня 1958   | «Эйраваллен», Эребру, Швеция               | Франция           | 1:2  | 1          | Чемпионат мира по футболу 1958 (финальные игры, групповой этап) |

Итого: 7 матчей / 2 гола; 4 победы, 1 ничья, 2 поражения.

#### Сводная статистика игр/голов за сборную
| Сборная          | Год              | Отборочные матчи ЧМ | Отборочные матчи ЧМ | Финальные матчи ЧМ | Финальные матчи ЧМ | Отборочные матчи ЧЕ | Отборочные матчи ЧЕ | Финальные матчи ЧЕ | Финальные матчи ЧЕ | Товарищеские матчи | Товарищеские матчи | Домашний чемпионат Великобритании | Домашний чемпионат Великобритании | Итого | Итого |
| Сборная          | Год              | Игры                | Голы                | Игры               | Голы               | Игры                | Голы                | Игры               | Голы               | Игры               | Голы               | Игры                              | Голы                              | Игры  | Голы  |
| ---------------- | ---------------- | ------------------- | ------------------- | ------------------ | ------------------ | ------------------- | ------------------- | ------------------ | ------------------ | ------------------ | ------------------ | --------------------------------- | --------------------------------- | ----- | ----- |
| Шотландия        | 1956             | —                   | —                   | —                  | —                  | —                   | —                   | —                  | —                  | 1                  | 1                  | —                                 | —                                 | 1     | 1     |
| Шотландия        | 1957             | 3                   | 0                   | —                  | —                  | —                   | —                   | —                  | —                  | 1                  | 0                  | 1                                 | 0                                 | 5     | 0     |
| Шотландия        | 1958             | —                   | —                   | 1                  | 1                  | —                   | —                   | —                  | —                  | —                  | —                  | —                                 | —                                 | 1     | 1     |
| Всего за карьеру | Всего за карьеру | 3                   | 0                   | 1                  | 1                  | 0                   | 0                   | 0                  | 0                  | 2                  | 1                  | 1                                 | 0                                 | 7     | 2     |

### Достижения в качестве футболиста
«Клайд»
- Победитель Первого дивизиона шотландской Футбольной лиги: 1951/52

 «Рейнджерс»
- Чемпион Шотландии (3): 1955/56, 1956/57, 1958/59
- Обладатель Кубка Шотландии: 1959/60
- Обладатель Кубка шотландской лиги: 1960/61
- Финалист Кубка шотландской лиги: 1957/58

 «Терд Ланарк»
- Обладатель Кубка Глазго: 1963

## Тренерская карьера
С 1963 по 1964 год Бэрд работал на должности играющего тренера в клубе «Стерлинг Альбион», после чего завершил карьеру футболиста, сосредоточившись на наставнической деятельности в том же коллективе. В самом начале своей работы с «йо-йо» Сэмми не смог удержать команду в высшем дивизионе Шотландии. Однако через год «Стерлинг» уверенно победил в турнире Первой лиги страны и вернулся в элиту. В дальнейшие годы Сэмми с «Альбион» не добился никаких успехов, оставаясь в середине турнирной таблице розыгрышей чемпионата Шотландии. По итогам первенства страны сезона 1967/68 Бэрд с «йо-йо» вновь вылетел из высшего дивизиона. Времени исправить положение Сэмми не дали — сразу же по окончании футбольного года он был уволен со своего поста.

### Достижения в качестве тренера
«Стерлинг Альбион»
- Победитель Первого дивизиона шотландской Футбольной лиги: 1964/65

## Внефутбольная жизнь
В свои последние годы Бэрд поселился в североирландском городе Бангор. Там же он и умер в своём доме утром 21 апреля 2010 года.